# Meseta de Makgabeng
La meseta de Makgabeng está situada a 45 km al oeste de Vivo, a 22 km al sudoeste de la montaña de Blouberg y a 40 km al sudoeste de la cordillera Soutpansberg, en el nordeste de Sudáfrica, entre los distritos de Seshego y Senwabarwana, en la provincia de Limpopo. Tiene una forma entre triangular y romboidea, con unos 15 km de lado, algo más de 200 km², una altura media de 1000 m y una ligera inclinación que desciende de este a oeste, desde los 1.300 hasta los 900 m de altitud. Se halla entre las coordenadas 23°12′S 28°48′E / -23.200, 28.800 en su extremo norte y 23°22′S 28°53′E / -23.367, 28.883 en su extremo sur. La máxima altitud, de 1350 m, se alcanza en la arista que mira hacia el este, acabando por ese lado en un acantilado de entre 100 y 200 m de altura. Por su parte occidental se une a la llanura sin apenas relieve o en un acantilado de menos de 100 m de altura. Los ríos que se forman en la meseta (solo hay uno cuyo caudal sea permanente) discurren de este a oeste para desembocar a una decena de kilómetros en el río Limpopo, que se dirige de sur a norte.

## Geología
Makgabeng se caracteriza por estar formada por areniscas de grano fino y medio de una edad de 2.000 millones de años. En 1998, un grupo de geólogos propuso la teoría de que estas rocas, surcadas por profundas grietas, podrían ser los restos de un desierto fosilizado precámbrico. Los estratos inclinados serían los restos de arenas traídas por el viento, las cuales, antes de la fosilización, habrían formado barjanes  y dunas longitudinales. El paisaje árido contuvo una vez ríos y lagos, en los bordes de los cuales hay evidencias de cianobacterias fosilizadas (algas verdeazuladas), las primeras formas de vida de la tierra.
Las grietas que recorren la meseta, de varias decenas de metros de profundidad, son refugios para la vegetación y la fauna, y lo fueron para el hombre primitivo, que ha dejado numerosas muestras de arte rupestre san y sotho. Se cree que la ganadería fue introducida aquí en la Edad del Hierro ya que se han descubierto asentamientos en dos de las áreas de drenaje de la meseta, al oeste.

## Vegetación
Como el valle del Limpopo, la meseta Makgabeng es un área semiárida, pero con ciertas diferencias; por ejemplo, aquí no hay baobabs ni mopanes ni bosques propiamente dichos, pero la meseta está densamente arbolada con una gran variedad de especies de bajo porte que crecen sobre las rocas y la arena endurecida. En las zonas de sabana arbolada, el bushveld, crecen las acacias (Acacia nigrescens), las kirkias (Kirkia wilmsii), varias especies de Combretum y los tambotis (Spirostachys africana). En las gargantas hay árboles de la especie Syzygium cordatum (waterberries o bayas de agua) y Albizia versicolor. De manera muy dispersa, se encuentran algunas acacias más grandes (Acacia xanthophloea), residuos de épocas más húmedas. (Edward B. Eastwood,Cathelijne Eastwood: Capturing the spoor: an exploration of southern African rock art)
Desgraciadamente, la caza mayor que existía a principios del siglo XX ha desaparecido, expulsada por sus habitantes actuales, que tienen sus asentamientos en los alrededores, los sotho del norte o bapedi, un conjunto de tribus que se caracterizan por hablar el idioma sesotho sa leboa. En las pinturas rupestres aparecen las especies desaparecidas, elefantes, búfalos y jirafas, aunque una de sus características más importantes es la presencia de cocodrilos, llamados koma por los sotho. Al parecer, el arte rupestre estaba muy relacionado con los ritos de iniciación, los cambios de estatus y la fertilidad.